# 無名小站
無名小站（ウーミンシァオチャン、Wretch）は、かつて存在した台湾のポータルサイト。ブログなどのサービスを提供し、全盛期には台湾で最大の SNSサイトと呼ばれた。略称は「無名」や「Wretch」など。
国立交通大学の学生であった簡志宇により「無名小站BBS站」というインターネット掲示板として始められ、2007年にはYahoo!奇摩 に併合された。
また、2007年より中国ではネット検閲によって接続が制限されていた。
2009年頃から、facebookやtwitterなど海外の新興SNSにユーザーが流出し、2013年12月でサービスを停止した。